# Олений (остров, шхеры Минина)
Оле́ний — остров архипелага шхеры Минина. Административно относится к Таймырскому району Красноярского края России.

## Расположение
Расположен в крайней юго-западной части архипелага. К северу от Оленьего лежат острова Плоский и Мысовый, к востоку и северо-востоку, за проливом Школьникова, — остров Циркуль и материковый полуостров Минина, к юго-востоку, за проливом Хмызникова, — остров Скалистый, а к югу, на относительном удалении — Плавниковые острова. Расстояние до континентальной России — около 4 километров.

## Описание
Остров имеет неровную, изрезанную заливами и мысами, форму, которая вытянута с запада на восток. Длина его от восточного мыса Поворотного до западного мыса Урванцева — около 18 километров, ширина — до 9,5 километра в широкой средней части в районе мыса Галечного.
Большую часть острова занимают три невысокие пологие возвышенности — гора Оленья в западной части (49 м) и безымянные высоты 64 метра в центральной части и 26 метров в юго-восточной части острова. С возвышенностей к побережью острова сбегает несколько мелких непостоянных (промерзающих зимой) безымянных ручьёв. У берегов острова в его восточной части лежат два небольших горько-солёных озера лагунного происхождения. Изгибы южного побережья образают два относительно крупных залива — бухту Оленью и залив Урванцева.
Расположенный на острове мыс Колесникова назван в честь полярного гидрографа Георгия Прокофьевича Колесникова (1908—1942).
Берега острова по большей части пологие, лишь местами по южному и западному побережьям расположены небольшие беспляжные обрывы высотой до 3 метров. Редкая тундровая растительность представлена мохово-лишайниковыми сообществами и короткой жёсткой травой. На каждой из трёх возвышенностей установлены геодезические пункты.

## Прочие факты
Проливы, отделяющие остров Олений от других островов шхер Минина и от материка — Школьникова и Хмызникова, названы в честь советских гидрографов Исаака Бенциановича Школьникова и Павла Константиновича Хмызникова.